# Seiko Sports Association
Maillots
Le Seiko Sports Association (en chinois : 精工體育會), plus couramment abrégé en Seiko SA, est un ancien club hongkongais de football fondé en 1970 et disparu en 1986, et basé à Hong Kong.

## Historique
- 1970 : Fondation du club sous le nom de Seiko SA.
- 1973 : Premier titre de champion de Hong Kong.
- 1975 : Premier doublé Coupe-championnat.
- 1985 : Seule et unique participation du club à une compétition continentale, la Coupe d'Asie des clubs champions 1985-1986.
- 1986 : Dernier titre national (Coupe de Hong Kong) et dissolution du club.

## Palmarès
| Compétitions nationales |
| --- |
| - Championnat de Hong Kong (9) : - Vainqueur : 1972-73, 1974-75, 1978-79, 1979-80, 1980-81, 1981-82, 1982-83, 1983-84, 1984-85. - Vice-champion : 1973-74, 1975-76 et 1976-77. - Coupe de Hong Kong (6) : - Vainqueur : 1974-75, 1975-76, 1977-78, 1979-80, 1980-81 et 1985-86. - Finaliste : 1978-79. |

## Personnalités du club

### Entraîneurs du club
- Chan Fai Hung (1970 - 1985)
- George Knobel (1981)
- George Knobel (1983)

## Anciens joueurs du club
| - René van de Kerkhof - Theo de Jong - Gerrie Mühren - Wu Kwok Hung - Dick Nanninga - Arie Haan |  | - Karel Bonsink - David Mitchell - Dave Jones - Gordon McQueen - Benny Wendt - Cheung Chi Wai |  |  |